# Contraste (álbum de Naiara Azevedo)
Constraste é o terceiro álbum ao vivo de Naiara Azevedo. O álbum foi gravado no Vidigal, no Rio de Janeiro. O cenário começou com o pôr do sol e terminou com a lua iluminando a noite. Vidigal é conhecido pelo contraste entre a vista exuberante e a carência dos moradores da comunidade que vivem lá, pelo que foi escolhido como cenário. O álbum traz referências a situações que Naiara viveu e diversidades que unem extremos. O projeto ainda conta com as participações de Ivete Sangalo, Wesley Safadão, MC Kevinho e Gusttavo Lima, que o tornaram ainda mais especial.

## DVD
1. Mantendo Distância
2. Avisa Que Eu Cheguei - Part. Ivete Sangalo
3. Maldade Dobrada - Part. Wesley Safadão
4. Contato Bloqueado
5. Printou Nossa Intimidade
6. Bom De Cama
7. Dá Uma Segurada
8. Perfume Importado
9. Vira A Faixa Cidadão - Part. Gusttavo Lima
10. Tremi Na Base
11. Nem Fala Tchau, Nem Fala Oi
12. Mexeu Com Todas
13. Cor De Cereja
14. Que Coração Você Tem
15. Coração De Muleta
16. Será Que A Gente Se Acostuma